# Denis Müller
Denis Müller, né à Neuchâtel le 21 décembre 1947, originaire de Frutigen, est un théologien et éthicien protestant suisse.
Professeur ordinaire d'éthique à la faculté de théologie et de sciences des religions de l'université de Lausanne de 1988 à 2013, il a également occupé cette fonction de 2009 à 2013 à la faculté autonome de théologie protestante de l'université de Genève. Il est professeur honoraire depuis 2013.

## Biographie
Fils d'ouvrier, Denis Müller étudie à l’Université de Neuchâtel, où il obtient une licence en théologie protestante en 1970. Successivement chercheur au FNRS, pasteur, animateur de jeunesse et formateur d'adultes, il embrasse la carrière académique à l'âge de 41 ans et adhère dans les années 1990 au Parti socialiste suisse.
Tout en conservant un regard de généraliste, avec des monographies sur Calvin, Barth et Pannenberg, Denis Müller développe sa propre conception de l'éthique théologique protestante : « L'éthique protestante se caractérise par une insistance singulière sur le primat de la conscience, l'intérêt des personnes et l'exigence de justice sociale ». Il mène une réflexion sur l'éthique de responsabilité et éthique de conviction.
« L’un des ténors de l’éthique protestante », il s’intéresse à des questions concrètes de bioéthique, de culture et de littérature, ou encore à l’éthique du sport (football),.
Denis Müller s'est engagé pour une conception large de la théologie au sein de l’Université, et en faveur d'une défense de la laïcité ouverte et d'un pluralisme démocratique.  Il a présidé durant six ans, de 1999 à 2005, l'Association de théologiens pour l'étude de la morale (Atem à Paris),. Il a dirigé depuis 2009 l'École doctorale en théologie des facultés de Fribourg, Genève, Lausanne et Neuchâtel (CUSO).
Il a été 25 ans professeur d'éthique à l'Université de Lausanne (où il a été deux fois doyen et une fois président du Sénat) et quatre ans à l'Université de Genève. Il est professeur honoraire de l'Université de Genève et de celle de Lausanne.
La fin de sa carrière académique a été marquée par un recueil de mélanges : Dimitri Andronicos (dir.), Céline Ehrwein Nihan (dir.) et Mathias Nebel (dir.), Le courage et la grâce : L'éthique à l'épreuve des réalités humaines, Genève, Labor et Fides, 2013.
Philippe Dumartheray, « Un passionné toujours prêt à s’enflammer » 24 heures, lundi 27 mai 2013, p, 32.
Marco Danesi, « Déjeuner avec Denis Müller. Apôtre de la divine surprise », Le Temps, lundi 27 mai 2013, p. 2.

## Distinction
En 2004, Denis Müller obtient le prix de l'Institut neuchâtelois.

## Publications

### Principaux ouvrages
- Parole et histoire. Dialogue avec Wolfhart Pannenberg, Genève, Labor et Fides, 1983
Commentaire d'Emilio Brito in Revue théologique de Louvain, 16e année, fasc. 1, 1985 [lire en ligne]
- Les lieux de l'action. Éthique et religion dans une société pluraliste (Le champ éthique), Genève, Labor et Fides, 1992.
- L'homosexualité. Un dialogue théologique, Genève, Labor et Fides (Entrée libre), avec Christian Demur.
- Mais tous étaient frappés, 1996, Labor et Fides
Commentaire de Marie-Jo Thiel Marie-Jo in Revue des Sciences Religieuses, tome 73, fascicule 2 [lire en ligne]
- L'éthique protestante dans la crise de la modernité. Généalogie, critique, reconstruction, Paris, Le Cerf, 1999.
- Les passions de l'agir juste. Fondements, figures, épreuves, Paris, Le Cerf, 2000.
- La dignité de l'animal. Quel statut pour les animaux à l'heure des techniciennes ? '(Le champ éthique), Genève, Labor et Fides, 2000, avec Hugues Poltier éd.
- La reconnaissance des couples homosexuels. Enjeux juridiques, sociaux et religieux (Le champ éthique), Genève, Labor et Fides, 2000, avec François Dermange et Céline Ehrwein éd.
- Jean Calvin, puissance de la Loi et limite du Pouvoir, Paris, Michalon, 2001.
- Les animaux inférieurs et les plantes ont-ils droit à notre respect ? Réflexions éthiques sur la dignité de la créature, Genève, Médecine et Hygiène, 2002, avec Andrea Arz de Falco.
- Karl Barth, Paris, Le Cerf, 2005.
- Un Homme nouveau par le clonage reproductif ? Fantasmes, raisons, défis, Genève, Labor et Fides, 2005 (collection Le Champ éthique), avec Hugues Poltier éd.
- Estime et respect de soi, justice, reconnaissance - De quelques défis actuels en éthique, 2007 [lire en ligne]
- Sujet moral et communauté, Fribourg, Academic Press, 2007, avec Michael Sherwin, Nathalie Maillard et Craig Steven Titus éd.
- Dietrich Bonhoeffer. Autonomie, suivance et responsabilité, Hors-Série 4, Revue d’éthique et de théologie morale, Paris, Le Cerf, 2007, avec Alberto Bondolfi et Simone Romagnoli éd.
- Le football, ses dieux et ses démons. Menaces et atout d'un jeu déréglé, Genève, Labor et Fides, 2008 (collection Le Champ éthique).
- Introduction à l'éthique. Penser, croire, agir, en codirection avec Jean-Daniel Causse, Genève, Labor et Fides, 2009.
- Avec Hans-Christoph Askani, Carlos Mendoza et Dimitri Andronicos éd., Où est la vérité ? La théologie au défi de la Radical orthodoxy et de la déconstruction, Genève, Labor et Fides, 2012
- La théologie et l'éthique dans l'espace public, Berlin-Zurich, Lit Verlag, 2012.
- La gauche, la droite et l'éthique. Jalons protestants et œcuméniques face aux défis de la laïcité. Paris, Cerf, 2012.
- Dictionnaire encyclopédique d'éthique chrétienne, codirection L. Lemoine, E. Gaziaux et D. Müller, Paris, Cerf, 2013.
- Convocation et provocation de l'éthique. Dialogues philosophiques et théologiques, Berlin-Zurich, Lit Verlag, 2014.
- Dieu, le désir de toute une vie, Genève, Labor et Fides, 2016.
- La marche en avant de l'écrevisse. Mémoires d'un théologien à livre ouvert, Vevey, Éditions de l'Aire, 2019.
- Une éthique sous presse. Articles parus dans des journaux et sur des sites francophones depuis dix ans, Wien-Zürich, Lit Verlag, 2019.
- Petit dictionnaire de théologie, Genève, Labor et Fides, 2021.
- Tristesse et métaphysique terrestre. Existence, raison et transcendance, Paris, Cerf, 2022.
- Poèmes nomades, La Chaux-de-Fonds, Editions sur le Haut, 2023.
- La critique des arrière-mondes et le projet d'une métaphysique terrestre. Nietzsche, Barth, Bonhoeffer, Pannenberg, Berlin-Münster-Zürich, Lit Verlag, 2023.
- L'éthique, une chance pour la vie. Lettres à nos petits-enfants, Bière, Cabédita, 2024.

Voir la liste des publications, des articles de presse et de recensions sous https://www.unige.ch/theologie/faculte/collaborateurs/professeurs-honoraires/muller/